# S-25 Berkout
Pour les articles homonymes, voir Berkut.
Le « S-25 Berkout » est un missile Sol-Air de conception soviétique, qui ne doit pas être confondu avec l'avion démonstrateur « Soukhoï Su-47 Berkut. »
Le S-25 Berkout (russe : « С-25 Беркут », aigle doré), est un missile sol-air, le premier à avoir été opérationnel au sein de l'Union soviétique. Son nom de code OTAN est « SA-1 Guild ».
Il était utilisé uniquement pour la défense de la ville de Moscou, alors que le S-75 Dvina (SA-2 Guideline), plus mobile, était destiné à être employé dans tous les autres rôles. Parmi d'autres désignations se trouvaient également les « R-113 » (radar d'acquisition de cible), « B-200 » (radar de tir) et « A-11/A-12 » (les antennes du radar B-200). « V-300 » désignait le missile lui-même, alors que « S-25 » (Systema-25) était en-fait le nom donné au système dans son ensemble.

## Histoire

### Concept initial
Le développement du S-25 fut autorisé le 9 août 1950 par une décision de Staline. La conception du système fut assignée au bureau spécial SB-1.
Les composantes du projet initial comprenaient 5 éléments principaux :  
- Radar A-100 « Kama »Radar travaillant en bandes E et F, constituées en deux boucles concentriques. La boucle « proche » était disposée à un rayon de 25 km de Moscou, tandis-que la boucle « éloignée », disposée à 200~250 km de la ville, permettait une détection et une alerte avancées.
- Radars B-200Radars de conduite de tir du missile, également déployés en deux boucles.
- Missiles V-300Missiles sol-air déployés autour des radars B-200.
- Avions intercepteurs G-400Ces intercepteurs étaient des Tupolev Tu-4, équipés de missiles G-300 (Izdelie-210, une version allégée et simplifiée du V-300, équipée pour un lancement depuis un avion).
- (éventuellement) Avion AWACS D-500Un avion-radar d'alerte avancée, lui aussi basé sur un Tu-4.
La mise en place de l'ensemble fut affecté à la « Troisième Agence Principale », un organisme qui avait été spécialement créé à cette occasion, par les ministres soviétiques de l'URSS. Le nom de « SB-1 » fut converti en « KB-1 » (bureau de conception no 1), dirigé par Pavel Kuksenko et Sergei Beria. Quelques spécialistes allemands, capturés au cours de la seconde Guerre mondiale, étaient concentrés dans le département no 38 du KB-1.

### Essais et améliorations
Les essais du premier système expérimental sur l'aire de test furent conduits en janvier 1952. les résultats collectés amenèrent à un abandon de l'emploi des composantes aériennes du système Berkout, à savoir les G-400/G-300 et le D-500.
La construction de l'infrastructure terrestre (conçue par la division moscovite de Lengiprostroy, V.I. Rechkin) fut accomplie de 1953 à 1955, à des distances de 50 km et 90 km de Moscou. Ce ne furent pas-moins de 2 000 km de routes qui furent construites par des prisonniers.
Après la mort de Staline et l'arrestation, en juin 1953, de Lavrenty Beria (le chef de la police et de la sécurité soviétique, et père de Sergei Beria), le bureau KB-1 fut réorganisé et dirigé par Raspletin. La « Troisième Agence Principale » fut renommée « Glavspetsmash » et incluse au Ministère de la construction des machines moyennes. Le nom « Berkout » fut changé en « Systema-25 ».
Les premiers éléments effectifs du S-25 furent livrés aux militaires en 1954. Au mois de mars, la plupart des sites étaient prêts à accueillir le missile et ses lanceurs. Les tests finaux furent achevés au début de l'année 1955 et les premières batteries furent opérationnelles le 7 mai. Le système complet fut déclaré entré en service en juin 1956. Les lanceurs étaient disposés le long d'un anneau situé à une distance comprise entre 75 et 85 km de Moscou. Bien que leur densité était importante (les sites de lancement étaient à 10~15 km les uns-des-autres), les lanceurs étaient très difficiles à apercevoir, car leurs emplacements étaient masqués par les forêts avoisinant la ville.
Après que le système ait été mis en service, certaines parties du Glavspetsmash (Glavspetsmontazh et Glavspetsmash) furent dissoutes, et le KB-1 fut transféré aux industries du Ministère de la Défense. Afin d'utiliser le système S-25, une unité militaire spéciale fut créée et placée sous le commandement du lieutenant-colonel K. Kazakov, au printemps 1955. Cette unité faisait partie de l'unité de défense aérienne de l'Union soviétique, la Voyska PVO.
De nombreuses améliorations ont été appliquées au S-25 initial, au-cours de sa carrière opérationnelle. La dernière version, le S-25M, fut retiré du service et remplacé par le complexe de défense aérienne S-300P en 1982. La plupart des sites de lancement originaux du S-25 ont été démantelés dans les années 1990 et sont actuellement des lieux de résidence estivale pour les habitants de Moscou.

## Complexe sol-air S-25
Les divers éléments principaux du système S-25 furent conçus en parallèle les uns-des-autres. Quelques terrains spécifiques furent créés dans le centre de tests de Kapoustin Iar, afin d'y accueillir le développement du système :
- No 30 : local technique de préparation des missiles,
- No 31 : zone-vie pour les ouvriers,
- No 32 : lanceur du V-300,
- No 33 : radar B-200.

Les premiers tests du S-25 en configuration de contrôle total furent débutés le 2 novembre 1952, en utilisant une cible simulée au radar. Les tests contre des cibles accrochées à des parachutes furent effectués au début de 1953. Des Tupolev Tu-4 convertis en drones furent utilisés comme cibles mobiles dans les tests qui eurent lieu du 26 avril au 18 mai 1953. Il y eut un total de 81 tirs effectués au-cours des essais effectués du 18 septembre 1952 au 18 mai 1953. D'autres tests complémentaires furent effectués pendant les mois de septembre et octobre 1953, contre des drones Tu-4 et Iliouchine Il-28.
La décision, par le gouvernement, de construire un complexe S-25 « grandeur-nature » sur l'aire de Kaspoutin Iar, fut prise en janvier 1954. Le complexe fut prêt à entamer la série de tests programmée par le gouvernement le 25 juin 1954. Les essais furent menés du 1er octobre 1954 au 1er avril 1955 et consistaient à effectuer 69 tirs contre des drones Il-28 et Tu-4, dont une salve de tir de 20 missiles contre 20 cibles simultanées. Le complexe fut capable d'engager 20 cibles avec 1 ou 2 missiles simultanément, tout-en conservant jusqu'à 60 missiles prêts au tir. Le temps de mise en œuvre fut de 5 minutes (pour 18 cibles).
Il y eut 56 complexes de S-25 fabriqués et déployés autour de la zone de Moscou, en plus des deux autres expérimentaux déployés au centre d'essais de Kaspoutin Iar (celui de série et le premier ayant permis la mise au point).

### Radar de conduite de tir B-200
Chaque site était équipé d'un système de guidage B-200, comprenant un radar de conduite de tir de type « Track while scan » (désigné « Yo-Yo » par les renseignements américains), et un système de contrôle de mise à feu performant, permettant à chaque site d'engager jusqu'à dix cibles simultanément, chacune avec deux missiles.
Le prototype du radar B-200 fut testé dans le milieu des années '50.

### Missile sol-air V-300
Le premier missile V-300 fut tiré le 25 juillet 1951, au centre d'essais de Kasputin Yar.
Le missile, qui vit son nom changer plusieurs fois en fonction de la version employée, utilisait un unique moteur fusée à carburant liquide. Même si sa vitesse maximale était aux alentours de Mach 2.5, il avait une faible vitesse initiale qui limitait ses capacités d'engagement contre les cibles supersoniques. Sa portée maximale d'interception dépendait énormément de la cible attaqué et du type d'approche qu'elle effectuait; contre un B-52 volant à haute altitude et approchant directement en ligne droite, elle était de l'ordre de 30 km.
Il embarquait une grosse charge militaire, de 200 à 320 kg et son rayon mortel était estimé entre 20 et 35 m. Il était considéré comme pouvant mener des interceptions depuis une altitude minimale de 900 m (3 000 pieds) jusqu'à une altitude maximale de 18 000 m (60 000 pieds), avec des capacités supplémentaires pouvant s'étendre aux alentours des 24 000 m (80 000 pieds), en particulier s'il était équipé d'une ogive nucléaire.

## Utilisateurs
Union soviétiqueRetirés du service en 1982, ils servent désormais de cibles d'entraînement pour les systèmes sol-air actuels de l'armée russe,.
 RussieLes missiles retirés du service en 1982 servent désormais de cibles d'entraînement, sous la désignation « Strizh ». Encore en service à l'heure actuelle. Plus de 11 000 exemplaires ont déjà été tirés.
 Corée du Nord72 exemplaires livrés en 1961.